# チアクロプリド
チアクロプリド（英: Thiacloprid）は、ネオニコチノイド系（クロロニコチニル系）殺虫剤の一種である。

## 効果
日本バイエルアグロケア（現 バイエルクロップサイエンス）により開発され、「バリアード」「エコファイター」などの商品名の製剤が販売されている。
国際基準ではコムギ、キュウリ、仁果類、核果類、畜産物等に対して使用される。日本ではイネに対するイネミズゾウムシ等、キュウリ・モモに対するアブラムシ類等、リンゴに対するカメムシ類等を適用作物として農薬登録されている。作用機序については、ニコチン作動性アセチルコリン受容体に結合し、神経の異常興奮を起こすことで殺虫作用を示すものと考えられている。 
FAO/WHO合同残留農薬専門家会議(JMPR)では、一日許容摂取量を0.01mg/kg（体重/日）と定めている。